# Olympische Sommerspiele 2000/Teilnehmer (Pakistan)
| Gelbes Symbol für Goldmedaillen mit stilisierten Olympischen Ringen | Graues Symbol für Silbermedaillen mit stilisierten Olympischen Ringen | Braundes Symbol für Bronzemedaillen mit stilisierten Olympischen Ringen |
| ------------------------------------------------------------------- | --------------------------------------------------------------------- | ----------------------------------------------------------------------- |
| —                                                                   | —                                                                     | —                                                                       |

Pakistan nahm an den Olympischen Spielen 2000 in Sydney  teil. Es war die insgesamt 13. Teilnahme an Olympischen Sommerspielen.

## Teilnehmer nach Sportarten

### Boxen
Federgewicht
- Haider Ali, 9. Platz

Halbweltergewicht
- Ghulam Shabbir, 17. Platz

Leichtgewicht
- Syed Asghar Ali Shah, 9. Platz

Weltergewicht
- Ullah Usman, 17. Platz

### Hockey
Platzierung: 4. Platz
Kader:
- Irfan Yousuf
- Imran Yousuf
- Muhammad Sarwar
- Ali Raza
- Muhammad Qasim
- Muhammad Nadeem
- Muhammad Shafqat Malik
- Kashif Jawwad
- Tariq Imran
- Sameer Hussain
- Atif Bashir
- Kamran Ashraf
- Ahmed Alam
- Anis Ahmed
- Waseem Ahmed
- Sohail Abbas

### Leichtathletik
Frauen 1500 m
- Shazia Hidayat 1. Runde, 14. Platz

Männer 200 m
- Maqsood Ahmad 1. Runde, 8. Platz

### Rudern
Leichtgewichts-Doppelzweier
- Hazrat Islam, 17. Platz
- Zahid Ali Pirzada, 17. Platz

Männer-Einer
- Muhammad Akram, 23. Platz

### Schießen
Männer Tontaubenschießen
- Khurram Inam, 23. Platz

### Schwimmen
Männer 100 m Butterfly
- Kamal Salman Masud, 61. Platz